# Jüdischer Friedhof (Bonn-Castell)

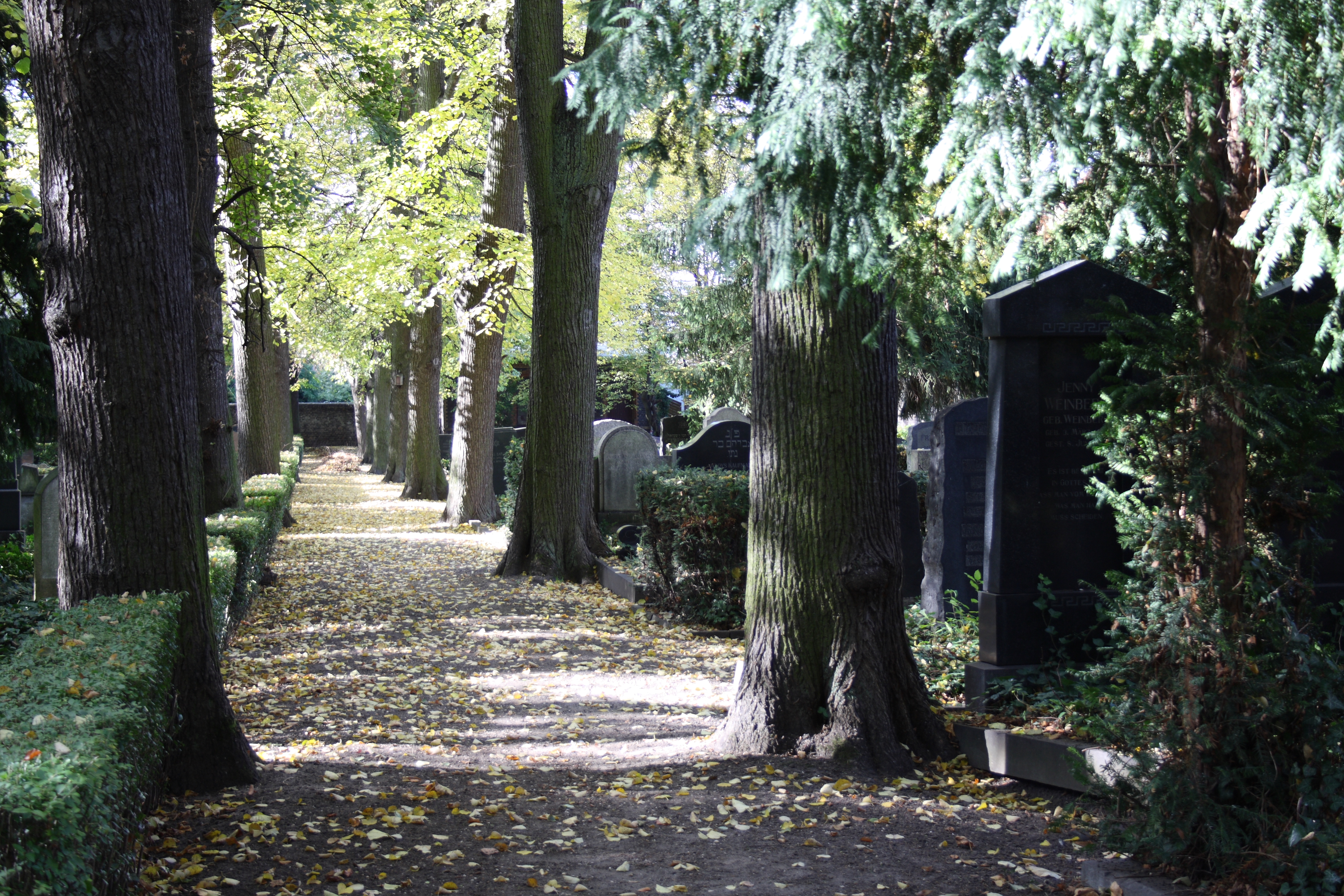
Jüdischer Friedhof in Bonn-Castell

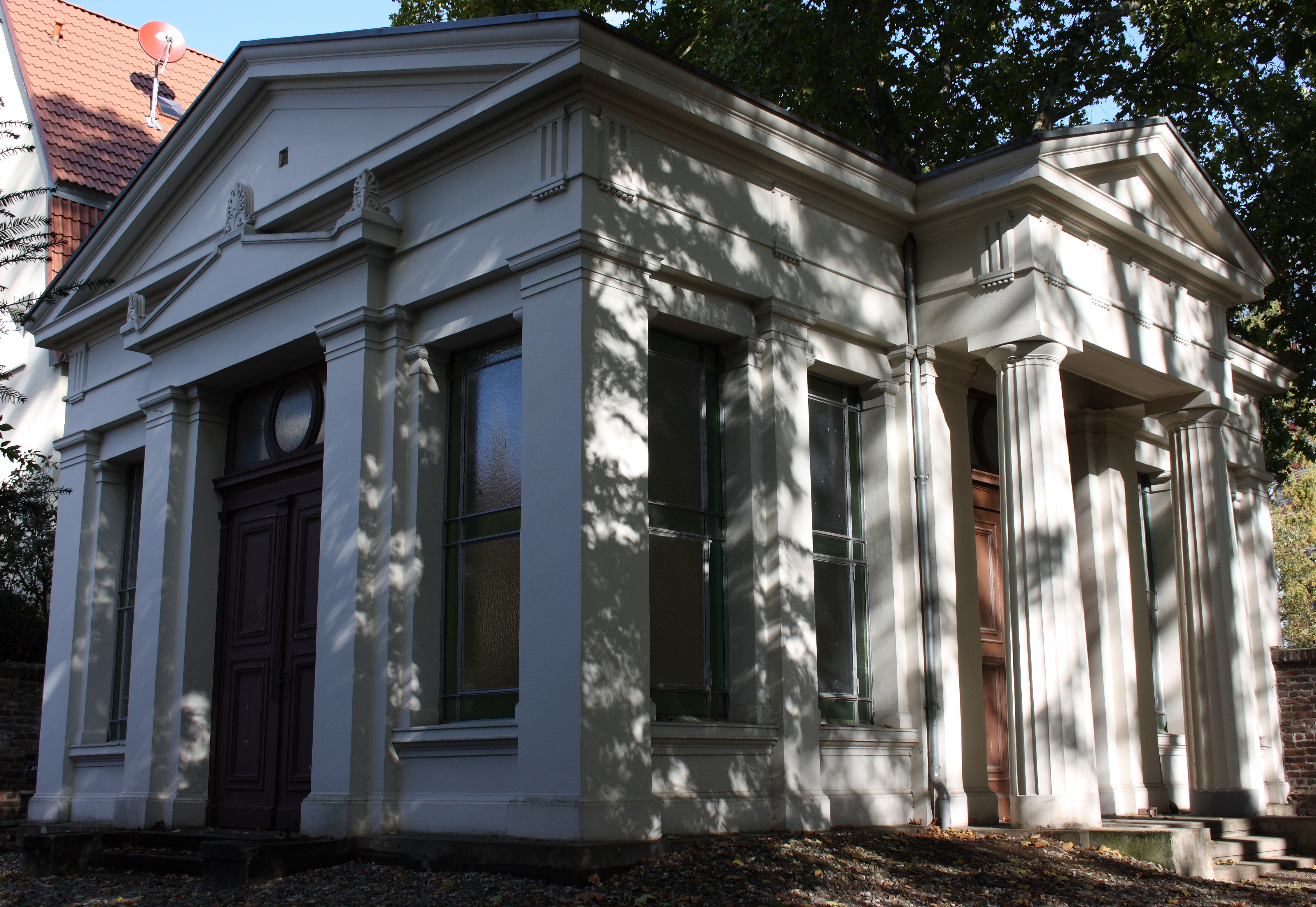
Zeremonienhalle des jüdischen Friedhofs

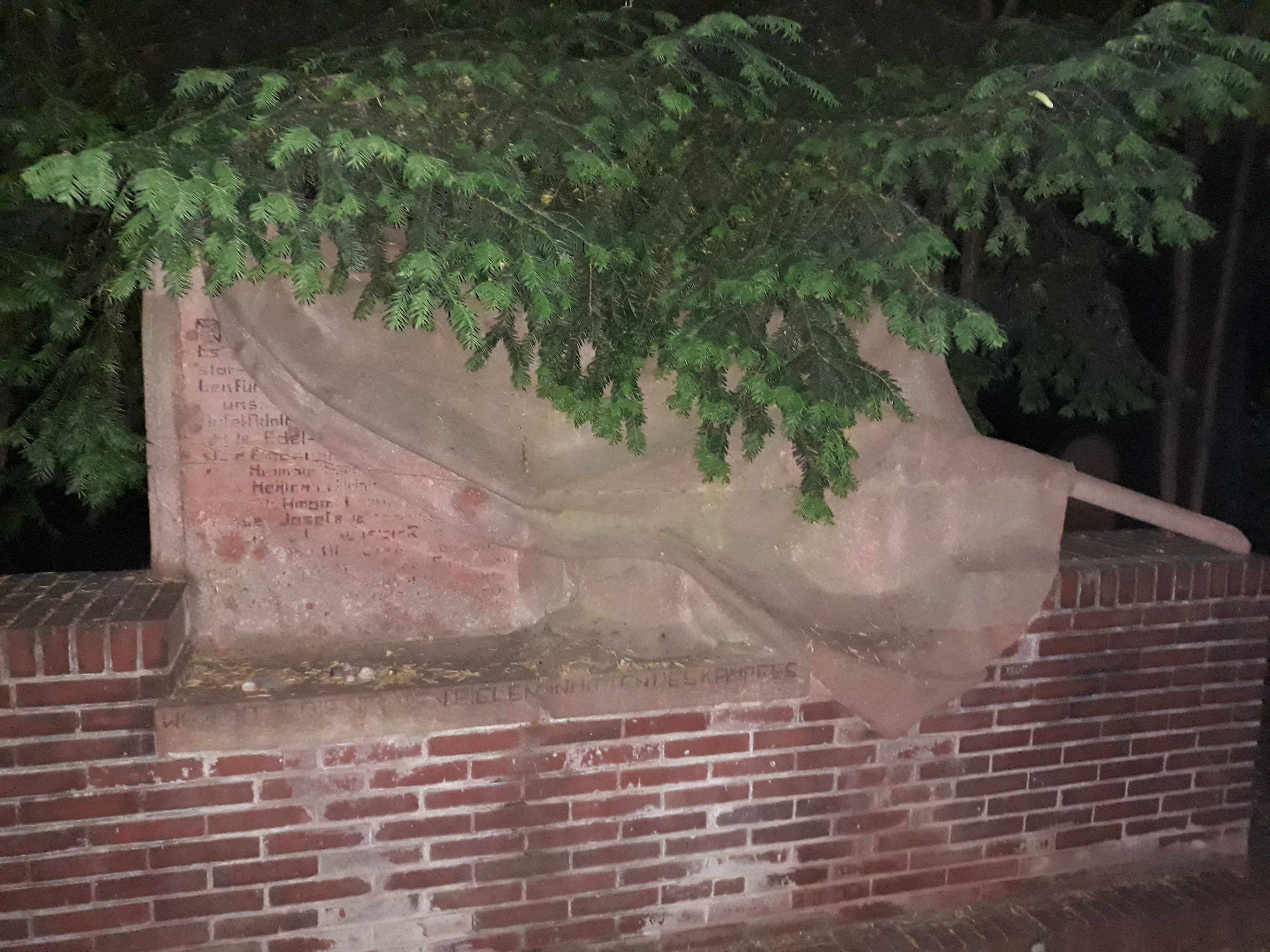
Kriegerdenkmal auf dem Jüdischen Friedhof Bonn

Der Jüdische Friedhof Bonn ist ein jüdischer Friedhof in Bonn-Castell, einem  Ortsteil von Bonn in Nordrhein-Westfalen. Der Friedhof dient heute noch als Begräbnisstätte. Er steht als Baudenkmal unter Denkmalschutz.

## Lage
Der Friedhof liegt am Augustusring und an der Römerstraße, wo sich der Eingang befindet.

## Geschichte
Am 2. Juni 1872 erwarb die jüdische Gemeinde Bonn das Grundstück an der Ringstraße, heute Augustusring. Die erste Bestattung erfolgte am 4. April 1873 für das Kleinkind Hermann Heymann. Die Begräbnisplätze sind in drei Reihen angelegt und gleich nach dem Eingang befindet sich rechts die 1901 errichtete Zeremonienhalle im klassizistischen Stil. Sie wurde vom Bonner Stadtbaurat von Noël entworfen. Bereits 1899 wurde aus Feldbrandziegeln eine Leichenhalle am Ende des Friedhofsgrundstücks errichtet.
Gegenüber dem Eingang befindet sich ein vom Bonner Bildhauer Jakobus Linden im Jahre 1930 geschaffenes Kriegerdenkmal für die im Ersten Weltkrieg gefallenen jüdischen Soldaten aus der Gemeinde. Links davon steht ein 1950 im Beisein des damaligen Bundespräsidenten Theodor Heuss eingeweihtes Mahnmal, das an die während der Zeit des Nationalsozialismus ermordeten jüdischen Bürger von Bonn erinnert.

## Gräber bekannter Persönlichkeiten
- Ludwig Philippson (1811–1889), Schriftsteller und Rabbiner
- Jacob Bernays (1824–1881), klassischer Philologie
- Isaak Rülf (1831–1902), Rabbiner
- Falk Cohn (1833–1901), Rabbiner in Bonn
- Max Herschel (1840–1921), Schriftsteller[3]
- Alfred Philippson (1864–1953), Geograph